# CMMI
A CMMI (Capability Maturity Model Integration) egy szoftverfolyamat-fejlesztési modell, mely két megközelítésben (lépcsős és folytonos) mutatja meg az IT folyamatokat.

## A CMMI modell a következő megközelítéseket integrálja
- Capability Maturity Model for Software (SW-CMM) v2.0 draft C,
- Electronic Industries Alliance Interim Standard (EIA/IS) 731, Systems Engineering Capability Model (SECM),
- Integrated Product Development Capability Maturity Model (IPD-CMM) v0.98,
- A modell az ISO/IEC 15504 Technical Report for Software Process Assessment-ben leírt modellel, vagyis a SPICE modellel is kompatibilis.

A CMMI modell a szoftverfejlesztésben (SW), rendszerszervezés- és fejlesztésben (SE), integrált termék- és folyamatfejlesztésben (IPPD) alkalmazható.
A modell érettségi (1-5) és képességi (0-5) szinteket definiál.

## Érettségi szintek lépcsős megközelítés esetén
1. Initial – Kezdeti
2. Managed – Menedzselt
3. Defined – Meghatározott
4. Quantitatively Managed – Mennyiségileg menedzselt
5. Optimizing – Optimalizált.

## Képességi szintek folytonos megközelítésben
1. Incomplete – Befejezetlen
2. Performed – Végrehajtott
3. Managed – Menedzselt
4. Defined – Meghatározott
5. Quantitatively Managed – Mennyiségileg menedzselt
6. Optimizing – Optimalizáló

A CMMI modell auditálását a SCAMPI (Standard CMMI Appraisal Method for Process Improvement) módszer biztosítja.